# Anisogaster brunneus
Anisogaster brunneus là một loài bọ cánh cứng trong họ Cerambycidae.